# تنمية الطفل الجامعي
مركز تنمية الطفل الجامعي (UCDC) في جامعة بيتسبرغ هو مركز لرعاية الأطفال والتعليم في مرحلة الطفولة المبكرة يقع في شارع كلايد في شاديسايد شرق حرم أوكلاند الرئيسي على بعد نصف ميل تقريبًا من وسط الحرم الجامعي في كاتدرائية التعلم و بجوار المبنى الخلفي لمقر إقامة رئيس الجامعة على حدود أوكلاند-شاديسايد في بيتسبرغ ، بنسلفانيا
استحوذت الجامعة على المبنى، كنيسة المسيح الأولى سابقًا، ساينتست، في خريف عام 1992 مقابل 1.015 مليون دولار. في عام 1994 ، شرع بيت في تجديد بقيمة مليوني دولار للمبنى لاستيعاب مركز تنمية الطفل بجامعة ببتسبرغ التي فتحت أبوابها في المرفق في 30 مايو 1995 بعد أن كانت موجودة سابقًا في قاعة بيليفيلد. تم تصميم المبنى المصمم على الطراز الكلاسيكي الجديد من قبل سولون سبينسور بيمان وتم بناؤه بين عامي 1904 و 1905. في عام 1977 تم تصنيفها كمعلم تاريخي محلي من قبل مؤسسة بيتسبرغ للتاريخ والمعالم ،
يعمل مركز تنمية الطفل بالجامعة كمركز قريب لرعاية الأطفال ومركز تعليم الطفولة المبكرة للأطفال الذين تتراوح أعمارهم من ستة أسابيع إلى ستة أعوام الذين ينتمون إلى هيئة التدريس والموظفين والطلاب في جامعة بيتسبرغ. يوفر مركز تنمية الطفل بجامعة بيتسبرغ أيضًا تجارب معملية وبحثية وتطبيقية في مراقبة الأطفال الصغار والمشاركة معهم في البيئات القائمة على الفصول الدراسية، لطلاب بيت، والطلاب من مؤسسات أخرى للتعليم العالي. كما يوفر مركز تنمية المدن والقرى الموارد والمساعدة الفنية في تنفيذ البرامج والممارسات المناسبة التي تخدم الأطفال الصغار في بيتسبرغ والمجتمعات الأخرى.
يضم مرفق UCDC فصولًا دراسية بما في ذلك أربع غرف للرضع وأربع غرف للأطفال الصغار وغرفتين لمرحلة ما قبل المدرسة بعمر ثلاث سنوات وغرفتين لمرحلة ما قبل المدرسة من أربعة إلى ستة أعوام. تم تصميم كل غرفة لتكون مناسبة للعمر للمجموعة التي تشغل المساحة. يضم المركز أيضًا غرفتين كبيرتين للسيارات (واحدة للرضع والأطفال الصغار والأخرى للأطفال في سن ما قبل المدرسة) وملعب خارجي.